# Jeff Wilkins
Jeffrey Wilkins, detto Jeff (Chicago, 9 marzo 1955), è un ex cestista statunitense, professionista nella NBA, in Italia e in Francia.
Ha un figlio, John, anch'egli cestista.

## Carriera
Venne selezionato dai San Antonio Spurs al secondo giro del Draft NBA 1977 (37ª scelta assoluta).

## Palmarès
- All-CBA Second Team (1980)
- Campionato turco: 1

Efes Pilsen: 1978-79